# Uwaga! Jedzie tramwaj
Uwaga! Jedzie tramwaj – debiutancki album Lenny Valentino. Pochodzący z tego albumu utwór „Chłopiec z plasteliny” stał się jedną z piosenek na „Top 5 najlepszych piosenek alternatywnych radiowej Trójki”. Zespół otrzymał za album nagrodę MTV Polska. Płyta zawiera dziesięć piosenek. Teksty w większości dotyczą dzieciństwa i dziecięcego postrzegania świata. Cały album, poza wokalem i dodatkowymi dźwiękami, był nagrany na żywo w studio.
Album promowały dwa single: Chłopiec z plasteliny i Dom nauki wrażeń.
14 listopada 2011 r. ukazała się zremasterowana reedycja albumu „Uwaga! Jedzie tramwaj” w wersji CD oraz winylowej. Utwory „live”, które ukazały się w wersji CD pochodzą z koncertu, który odbył się w Warszawie 7 stycznia 2002 r., z gościnnym udziałem Andrzeja Smolika. 

## Lista utworów
CD
1. „Zniszczyłaś to czy zniszczyłem to ja” – 3:36
2. „Karuzele, skutery, rodeo” – 3:42
3. „Jesteśmy dla siebie wrogami” – 1:38
4. „Chłopiec z plasteliny” – 3:26
5. „Dzieci 2” – 5:03
6. „Uwaga! Jedzie tramwaj” – 7:26
7. „Dom nauki wrażeń” – 4:13
8. „Dla taty” – 2:48
9. „Trujące kwiaty” – 5:20
10. „Otto Pilotto” – 4:46

bonus (reedycja CD):
1. „Dom nauki wrażeń” (live) – 4:06
2. „Otto Pilotto” (live) – 4:36
3. „Uwaga jedzie tramwaj” (live) – 5:25
4. „W-21” – 3:27
5. „W-34” – 3:18

LP oraz kaseta
strona A
1. Zniszczyłaś to czy zniszczyłem to ja – 3:36
2. Karuzele, skutery, rodeo – 3:42
3. Jesteśmy dla siebie wrogami – 1:38
4. Chłopiec z plasteliny – 3:26
5. Dzieci 2 – 5:03
6. Uwaga! Jedzie tramwaj – 7:26

strona B
1. Dom nauki wrażeń – 4:13
2. Dla taty – 2:48
3. Trujące kwiaty – 5:20
4. Otto Pilotto – 4:46

## Dodatkowe informacje
- Okładkę płyty pomógł zaprojektować nauczyciel plastyki Artura Rojka – Krzysztof Kuś – wraz z synem Kubą.
- W utworze „Dzieci 2” słychać sample wypowiedzi dzieci z przedszkola w Mysłowicach.
- Cover utworu „Chłopiec z plasteliny” znalazł się na singlu Uważaj Cool Kids of Death.

## Pozycje na listach
| Lista | Kraj   | Pozycja |
| ----- | ------ | ------- |
| OLiS  | Polska | 11      |